# Klooster van de Zusters van Liefde van de Goede en Eeuwigdurende Bijstand
Het Klooster van de Zusters van Liefde van de Goede en Eeuwigdurende Bijstand (Couvent des Soeurs de Charité du Bon et Pertétuel Secours) is een klooster in de Henegouwse plaats Elzele, gelegen aan de Rue Notre-Dame 43.
Dit complex werd gebouwd in de eerste drie decennia van de 20e eeuw. Het omvatte een weeshuis, een klooster en een kloosterkapel. De kapel is gebouwd in art decostijl en heeft een betonnen skelet. Deze kapel wordt gesierd door een klokkentorentje. Het interieur is nog in de originele staat. Het bakstenen woongebouw heeft veeleer neoclassicistische stijlkenmerken.